# 運動控制 (生物體)
運動控制（Motor control）是指具有神经系统的生物對其身體動作的控制。運動控制包括了反射以及趨性。
為了要控制身體動作，神经系统需要來自整合多重感官的資訊（包括對外部世界的感覺以及本體感覺），產生必要的信號，使骨骼肌依信號動作。這個路徑上包括了許多不同的學科，例如多感官整合、信号处理、运动协调、生物力学及認知，有關在相關計算上的挑戰會放在「感覺運動控制」（sensorimotor control）以下進行討論。成功的運動控制對於和外界互動，以達到生物想要目的非常有關，也和生物的姿勢、平衡及動作穩定性有關。
有些研究者（大部份是研究生物運動的神經學家，例如Daniel Wolpert和Randy Flanagan）認為大腦的存在就是完全是為了運動控制。

## 延伸閱讀
- Schmidt, Richard A.; Lee, Timothy Donald. . Champaign, IL: Human Kinetics. 2011. ISBN 978-0-7360-7961-7. OCLC 814261802.
- Shadmehr, Reza.; Wise, Steven P. . Cambridge, Mass.: MIT Press. 2005. ISBN 978-0-262-19508-9. OCLC 54529569.
- Iaroslav Blagouchine and Eric Moreau. Control of a Speech Robot via an Optimum Neural-Network-Based Internal Model With Constraints. IEEE Transactions on Robotics, vol. 26, no. 1, pp. 142—159, February 2010. Archive.today的存檔，存档日期2015-03-08